# Port Antonio
Port Antonio är en hamnstad på östra delen av Jamaicas nordkust. Port Antonio har tidigare varit en betydande exporthamn för bananer.